# Callum Reilly
Callum Anthony Reilly, né le 3 octobre 1993 à Warrington, est un footballeur irlando-anglais. Il évolue au poste de milieu de terrain.

## Carrière

### En club
Après avoir été prêté de mars à mai 2015 à Burton Albion, Callum Reilly y signe définitivement pour deux ans lors l'été 2015.
Le 1er janvier 2017, il est prêté à Coventry City.
Le 26 mai 2017, il rejoint Bury. Le 18 janvier 2018, il est prêté à Gillingham.
Le 3 juillet 2018, Reilly s'engage avec Gillingham.
Le 26 juillet 2019, il rejoint AFC Wimbledon.
Le 31 août 2021, il est prêté à Leyton Orient.

### En sélection
Il est sélectionné pour la première fois avec l'équipe d'Irlande espoirs en janvier 2013. Il est de nouveau convoqué pour les éliminatoires de l'Euro espoirs 2015 en fin d'année.

## Statistiques
| Saison                | Club                  | Championnat           | Championnat | Championnat | Coupe nationale | Coupe nationale | Coupe de la Ligue | Coupe de la Ligue | Football League Trophy | Football League Trophy | Total | Total |
| Saison                | Club                  | Division              | M.          | B.          | M.              | B.              | M.                | B.                | M.                     | B.                     | M.    | B.    |
| 2011-2012             | Birmingham City       | Championship          | 0           | 0           | 1               | 0               | 0                 | 0                 | -                      | -                      | 1     | 0     |
| 2012-2013             | Birmingham City       | Championship          | 18          | 1           | 1               | 0               | 0                 | 0                 | -                      | -                      | 19    | 1     |
| 2013-2014             | Birmingham City       | Championship          | 25          | 0           | 0               | 0               | 3                 | 0                 | -                      | -                      | 28    | 0     |
| 2014-2015             | Birmingham City       | Championship          | 17          | 1           | 1               | 0               | 0                 | 0                 | -                      | -                      | 18    | 1     |
| Sous-total            | Sous-total            | Sous-total            | 60          | 2           | 3               | 0               | 3                 | 0                 | -                      | -                      | 66    | 2     |
| 2014-2015             | Burton Albion (prêt)  | League Two            | 2           | 0           | -               | -               | -                 | -                 | -                      | -                      | 2     | 0     |
| 2015-2016             | Burton Albion         | League One            | 14          | 0           | 1               | 0               | 2                 | 0                 | 1                      | 0                      | 18    | 0     |
| Sous-total            | Sous-total            | Sous-total            | 16          | 0           | 1               | 0               | 2                 | 0                 | 1                      | 0                      | 20    | 0     |
| Total sur la carrière | Total sur la carrière | Total sur la carrière | 76          | 2           | 4               | 0               | 5                 | 0                 | 1                      | 0                      | 86    | 2     |

## Palmarès
Tamworth FC
- Champion de National League North (D6) en 2024.